# David Agar
David W. Agar (*  1956) ist ein britischer Chemieingenieur und Hochschullehrer an der TU Dortmund.

## Leben
Agar studierte Bioingenieurwesen an der Universität Swansea und wurde an der University of Houston als Chemieingenieur promoviert. Als Post-Doktorand war er ein Jahr am Caltech in Pasadena (Kalifornien) und danach sechzehn Jahre bei der BASF. 1997 wurde er Professor für Technische Chemie (Lehrstuhl Chemische Verfahrenstechnik (CVT), ehemals Technische Chemie B) an der TU Dortmund.
Er befasst sich mit Chemischer Verfahrenstechnik, unter anderem Multifunktionale Reaktoren, Mikroreaktoren, Prozessintensivierung, Hybride Katalysatorsysteme, Dynamischer Reaktorbetrieb, Gasaufbereitung in Brennstoffzellen und CO2-Abscheidung und -Speicherung.
2011 erhielt er mit Arno Behr (TU Dortmund) und Jakob Jörissen (TU Dortmund) den Literaturpreis des Fonds der Chemischen Industrie für ihr Lehrbuch über Technische Chemie.

## Schriften (Auswahl)
- zusammen mit Arno Behr und Jakob Jörissen: Einführung in die Technische Chemie. 2. Auflage, Springer Spektrum, Berlin 2016, ISBN 978-3-662-52855-6 (EA Berlin 2010)